# Rafael Hofstein
Rafael Hofstein (auch Raphael Hofstein, geboren am 23. Januar 1858 in Swetzian, Gouvernement Wilna; gestorben 1948 in São Paulo) war ein deutscher Musiker, Komponist und über vier Jahrzehnte Chasan der jüdischen Gemeinde in Dresden.

## Leben
Rafael Hofstein erhielt seine musikalische Ausbildung in Wilna und in Königsberg, sowie anschließend in Breslau und Kattowitz. Anschließend nahm er eine Anstellung in Krotoschin an und wirkte dort sieben Jahre. Am 1. Juni 1891 wurde er unter 86 Bewerbern nach einem mehrtägigen Auswahlverfahren (der Kommission gehörte unter anderem Eugen Krantz an) nahezu einstimmig als Leiter des Synagogenchors der Dresdner Israelitischen Religionsgemeinde gewählt. Neben seinen Verpflichtungen als Chasan studierte Hofstein zweieinhalb Jahre Gesang bei Kammersänger Paul Jensen und Komposition am Dresdner Konservatorium.
Seit dem Beginn seines Amtes übte er mit dem Synagogenchor neue Gesänge ein und komponierte eigene Werke, die nicht nur in den Gottesdiensten, sondern auch in den Konzertveranstaltungen des Chors zu hören waren. Da der Synagogenchor immer wieder mit Personalengpässen konfrontiert wurde, gründete er 1906 einen freiwilligen Damenchor. 1923 bis 1932 war er im jüdischen Schulverein Machsike Thora e.V. aktiv. Das 1924 gegründete Jüdische Jugendorchester arbeitete ebenfalls mit ihm zusammen und spielte seine Werke. 1926 wurde er zum 1. Vorsitzenden des Jüdischen Kulturvereins zu Dresden gewählt. Nach 43 Jahren Tätigkeit in der Dresdner Gemeinde trat Hofstein, der mittlerweile Oberkantor geworden war, am 31. März 1934 in den Ruhestand.
Der inzwischen 81-jährige floh nach den Ereignissen der Novemberpogrome 1938 mit seiner Familie nach Brasilien, wo er im Alter von 90 Jahren starb. Seine Tochter, Grete Hofstein (verheiratete Anschel), geboren am 14. Januar 1897 in Dresden, war Pianistin und Musiklehrerin. Ihr Ehemann, Leo Anschel, war Lehrer an der Kreuzschule und verantwortlicher Schriftleiter des „Gemeindeblattes“. Die Familie Anschel wanderte sechs Wochen nach den Novemberpogromen 1938 nach Palästina aus. Grete Anschel starb am 21. November 1984 in Kfar Saba (Israel).

## Werke
Hofsteins Gesamtwerk zählt 240 Kompositionen für Solo, Chor und Orgel, darüber hinaus schrieb er für die Dresdner Gemeinde „Kunstgesang-Kompositionen“. Darunter befinden sich Kompositionen für drei Violinen, Violoncello und Klavier (z. B. „I’ dowid boruch“, uraufgeführt 1926), Lieder („Schir hamaalos“, 1927, „Adir hu“, „Echod mi jodea“ sowie „Chad gadio“, 1928, sowie vier „Alte Melodien“, 1929) und auch Gelegenheitskompositionen („Psalm 121 (Esso enaj)“) 1936 zum 50-jährigen Amtsjubiläum von Rabbiner Jakob Winter.
Die Musikkritikerin und Rezensentin Eva Büttner bezeichnete schon 1933 sein Gesamtwerk als so wertvoll, dass es verdiene, veröffentlicht zu werden. Seine Musik, die Jahrzehnte in Dresden zu hören war, „verband die Wärme der ostjüdischen Melodien mit der westlichen Musikkultur“, so die Forscherin Agata Schindler,.